# Silberberg (Bodenmais)
Der Silberberg ist ein 955 m ü. NHN hoher Berg, der sich unmittelbar östlich über der Ortschaft Bodenmais im Bayerischen Wald erhebt. Seine Höhe ist zwar bescheiden, durch den felsigen Doppelgipfel gehört er dennoch zu den markantesten Bergen der Umgebung und bietet dadurch einen weiten Ausblick.

## Das Bergwerk

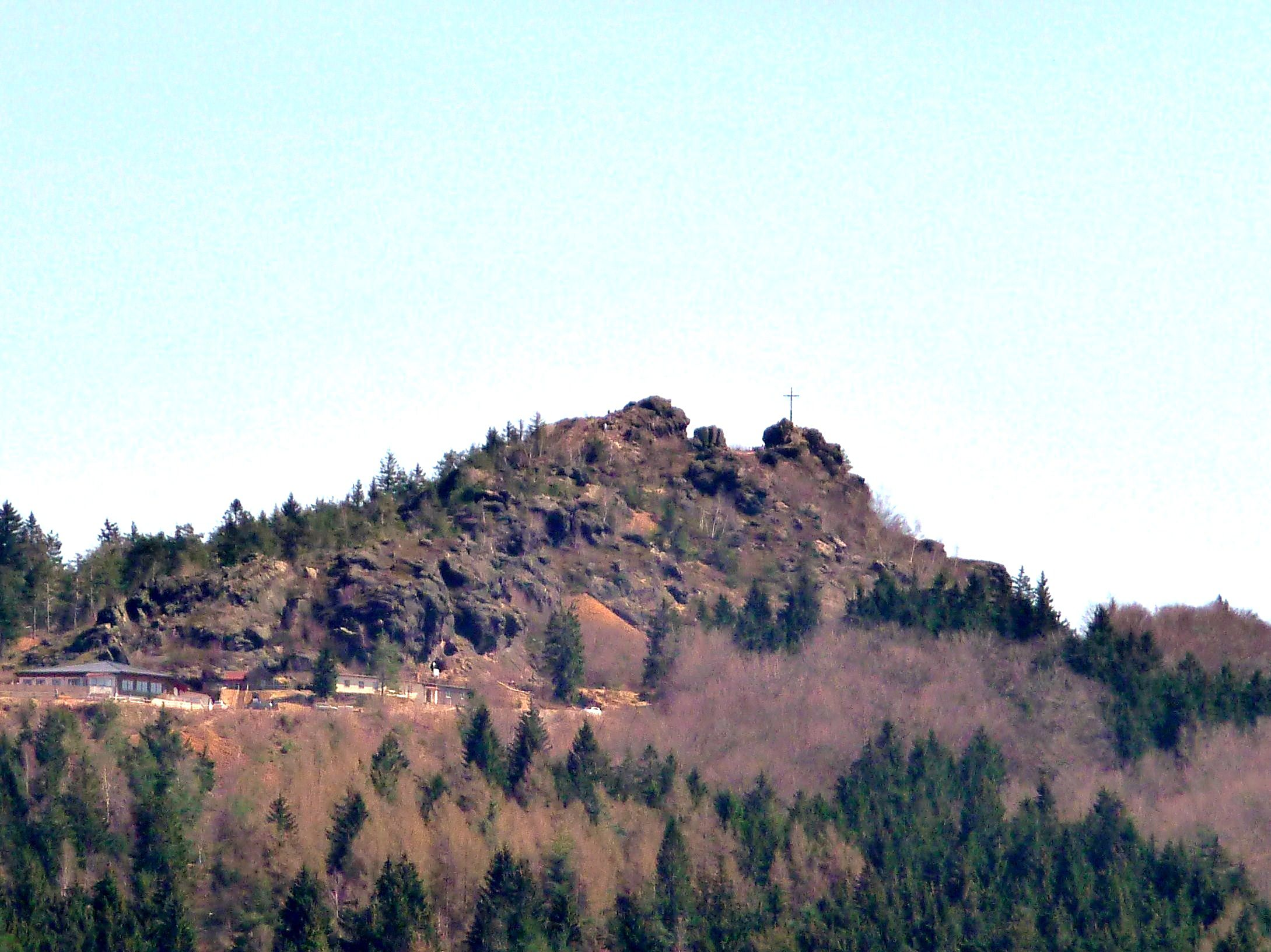
Blick von Bodenmais zum Silberberg

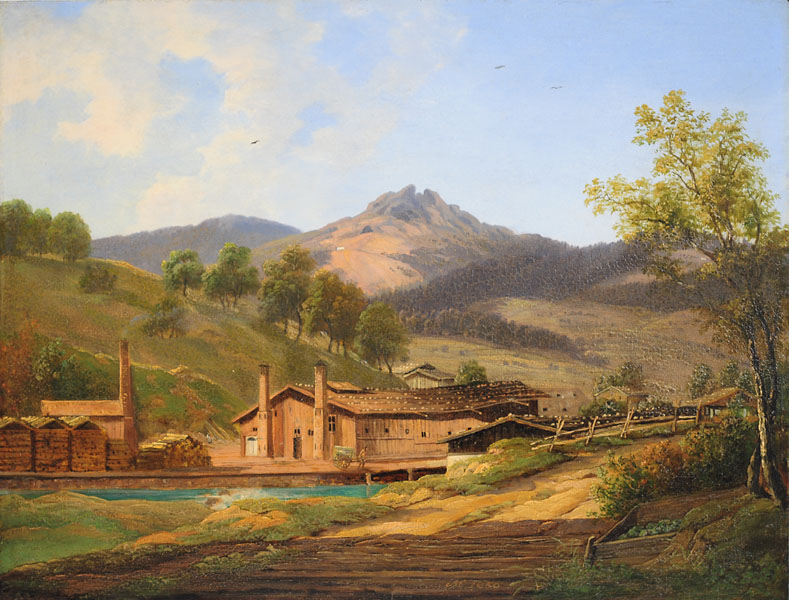
Der Silberberg 1850

Bereits 1301 wird berichtet, dass in Pobenmaizz ein Goldwerk bestehe.
Das ehemalige Bergwerk selbst wird 1463 zum ersten Mal konkret bestätigt. Seinen Reichtum an Kieserzen verdankt der Silberberg dem Zusammentreffen von zwei Gneisarten der monoton moldanubischen Zone, nämlich den Cordierit-Sillimanit-Almandin-Gneisen mit Biotit-Plagioklas-Gneisen sowie einem Grenzsaum von Porphyrgranit.
Bis 1542 lag das Hauptaugenmerk auf dem Silberabbau, dann trat immer mehr die Vitriolgewinnung in den Vordergrund. Als Eigentümer wechselten sich der Staat und Privatbesitzer ab, bis das Bergwerk 1772 endgültig verstaatlicht wurde. Gleichzeitig wurde die Produktion auf Potée (Polierrot) geändert. Die Edelmetallgewinnung endete endgültig 1845.
1613 sterben sämtliche Bergarbeiter an der Pest. 20 angeworbenen Knappen aus Schwaz wird die Ausreise in das Hochrisikogebiet untersagt.
1817 kam es zum Goldrausch zu Bodenmais, der auf den vermeintlichen Fund einer Goldader zurückging, jedoch bereits nach kurzer Zeit wieder abklang.
1910 gab es einen Einsturz eines Seitenarmes, gerade als der Pfarrer sich mit zwei Ministranten darin aufhielt. Den verschütteten Eingang kann man heute noch erkennen an der Silberbergstraße Höhe der Hausnummer 42.
1927 wurde der Betrieb in eine Aktiengesellschaft umgewandelt.
In den späten Kriegsjahren des Zweiten Weltkrieges gab es Übungen, das Bergwerk als Bunkeranlage zu nutzen im Falle eines Luftangriffes. Letztlich kam es zu keinem Ernstfall. Bei einer Übung sind zwei Kinder im Tunnelsystem verschwunden. Ihre Überreste wurden nie gefunden.
Am 27. Mai 1962 fuhren die Bergleute zur letzten Schicht ein. Das Streckensystem im Silberberg hat eine Länge von etwa 20 Kilometern.

## Touristische Erschließung
Der Silberberg wandelte sich danach zur Freizeit- und Tourismusattraktion. 1969 wurde der Barbarastollen für Besucher eröffnet, im Barbarastollen finden seither Bergwerksführungen für jedermann statt. 1972 erfolgte die Straßenerschließung mit Parkplatz.
Eine 1975 erbaute Sesselbahn führt von Bodenmais über die Berggaststätte Silberberg (Mittelstation, Eingang zum Barbarastollen) bis knapp unter den höchsten Punkt. An der Mittelstation der Silberbergbahn beginnt eine 1980 eröffnete, 600 Meter lange Sommerrodelbahn, weitere Einrichtungen sind Streichelzoos und Spielplätze. Im Winter bietet das Skigebiet Silberberg als Besonderheiten eine Winterrodelbahn und einen Kinder-Ski-Park. Es entstanden zahlreiche Radwanderwege, und 2012/13 wurde ein Parcours für Bogenschießen angelegt.
Auch eine Stollentherapie wird seit 1998 angeboten, behandelt werden im Bodenmaiser Heilstollen chronische Atemwegserkrankungen, chronische Nasen-Nebenhöhlen Entzündungen, chronische Bronchitis und Asthma sowie Keuchhusten. Die balneologische Wirkung der Stollenluft wird in einem Notausgangs-Seitenstollen des Barbara-Hauptstollens therapeutisch angewandt.
Der Silberberg wird von vielen Touristen besucht, vor allem das Schaubergwerk unterhalb des Gipfels.
Auf dem Felsgipfel steht ein vom TSV Bodenmais gespendetes Gipfelkreuz mit Tiefblick auf Bodenmais. Es wurde in den 1960er Jahren wieder aufgestellt, nachdem das alte 1945 entfernt wurde. Es steht heute auf dem kleineren der beiden Gipfel, weil das Kreuz an der höchsten Stelle zweimal gestürzt ist. Heute wurden LED Lichter angebracht, welche das Kreuz in die Nacht hinein erleuchten.  Dorthin gelangt man auf verschiedenen Wanderwegen etwa vom Böhmhof (Bahnstation der Bahnstrecke Zwiesel–Bodenmais), Brandten oder vom Parkplatz Schönebene.

## Die Fledermäuse am Silberberg
Etwa 1.300 Tiere in 14 verschiedenen Arten von Fledermäusen haben im und um den Silberberg ihr Winterquartier. Im Sommer halten sie sich tagsüber in Stadeln, Bäumen und Nistkästen auf. Von einer Brücke aus können die Tiere zu bestimmten Terminen beobachtet werden.

## Mineralienfunde
Ab dem 19. Jahrhundert wurde der Silberberg als ergiebige Lagerstätte von Mineralien bekannt, deren Kristallstufen in Staats- und Universitätssammlungen gelangten. Insgesamt wurden 82 Mineralarten nachgewiesen, darunter Pyrrhotin, Kreittonit, Vivianit und Andesin.

## Geotope
Wegen seiner historischen Bergbauspuren ist das Schaubergwerk Silberberg vom Bayerischen Landesamt für Umwelt als besonders wertvolles Geotop (Geotop-Nummer: 276G002) ausgewiesen. Der Gipfelbereich ist als wertvolles Geotop (Geotop-Nummer: 276R019) ausgewiesen.
Im Jahr 2002 wurde der Silberberg mit dem offiziellen Gütesiegel Bayerns schönste Geotope ausgezeichnet. Im Jahr 2006 erfolgte die Aufnahme in die Liste der 77 ausgezeichneten Nationalen Geotope Deutschlands. Siehe hierzu auch die Liste der Geotope im Landkreis Regen.

## Galerie

### Seilbahn, Rodelbahn, Abfahrt

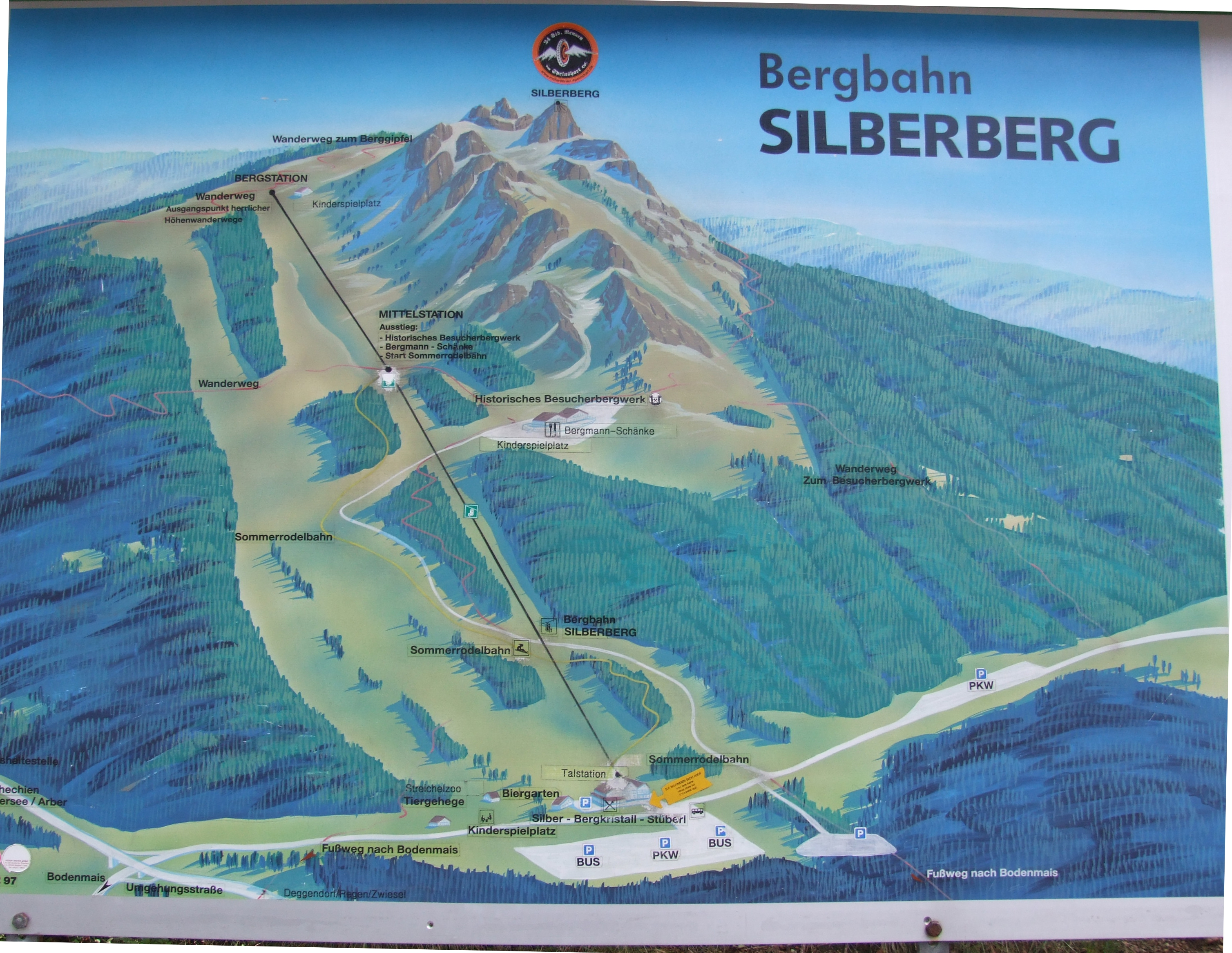
Panoramaschild Bergbahn Silberberg, Sommerversion
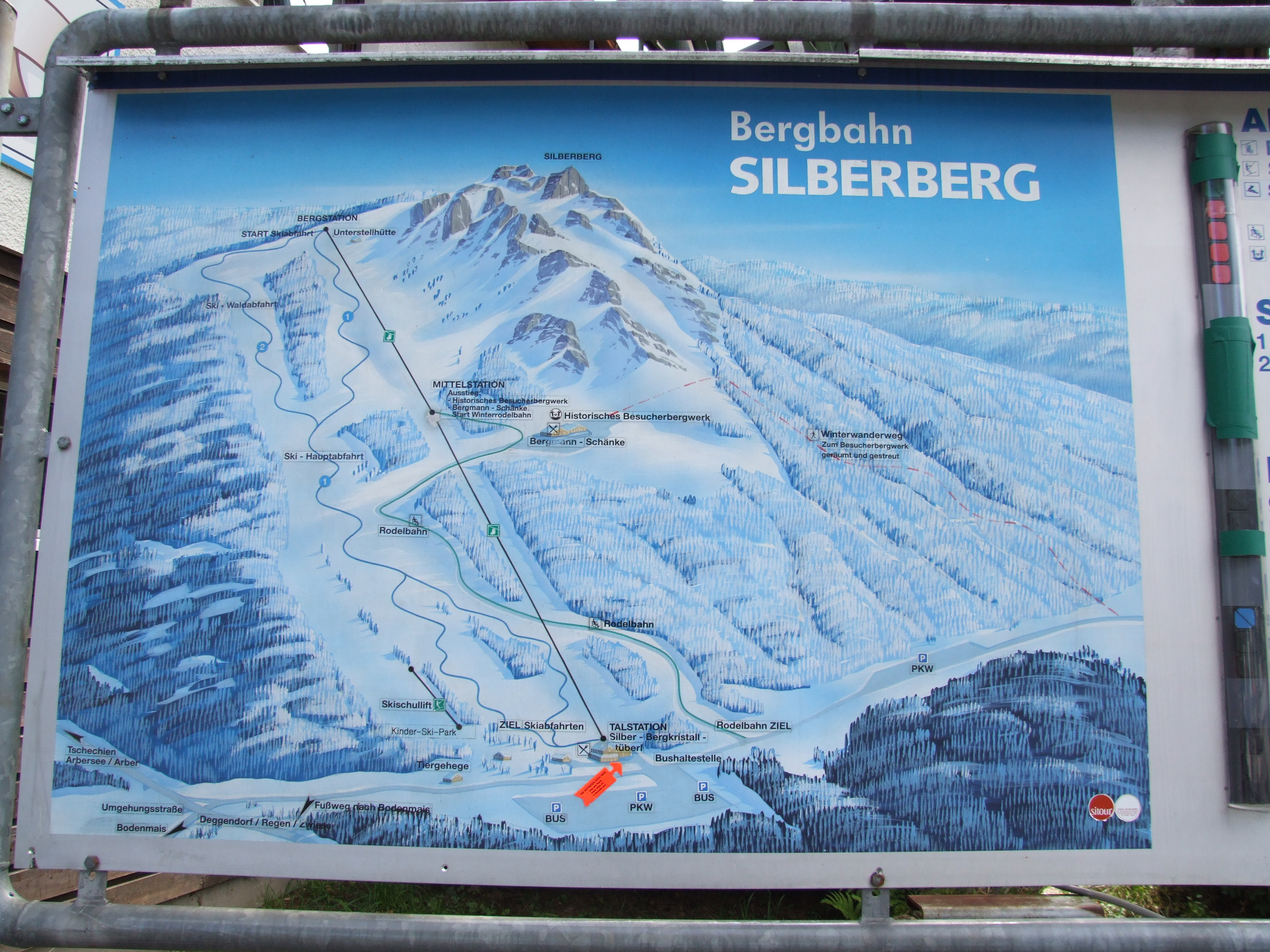
Panoramaschild Bergbahn Silberberg, Winterversion
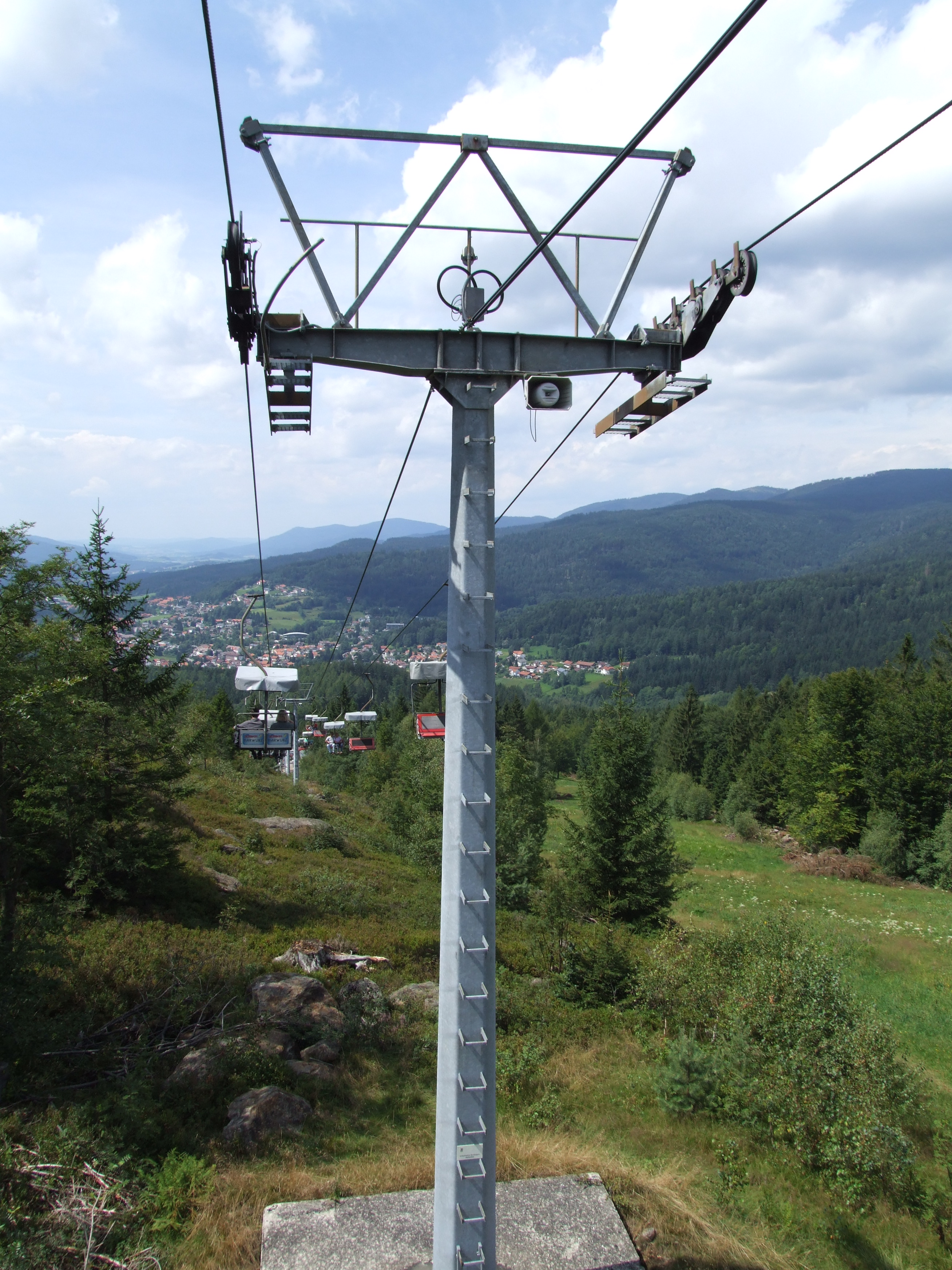
Ein Pfeiler der Seilbahn Silberberg
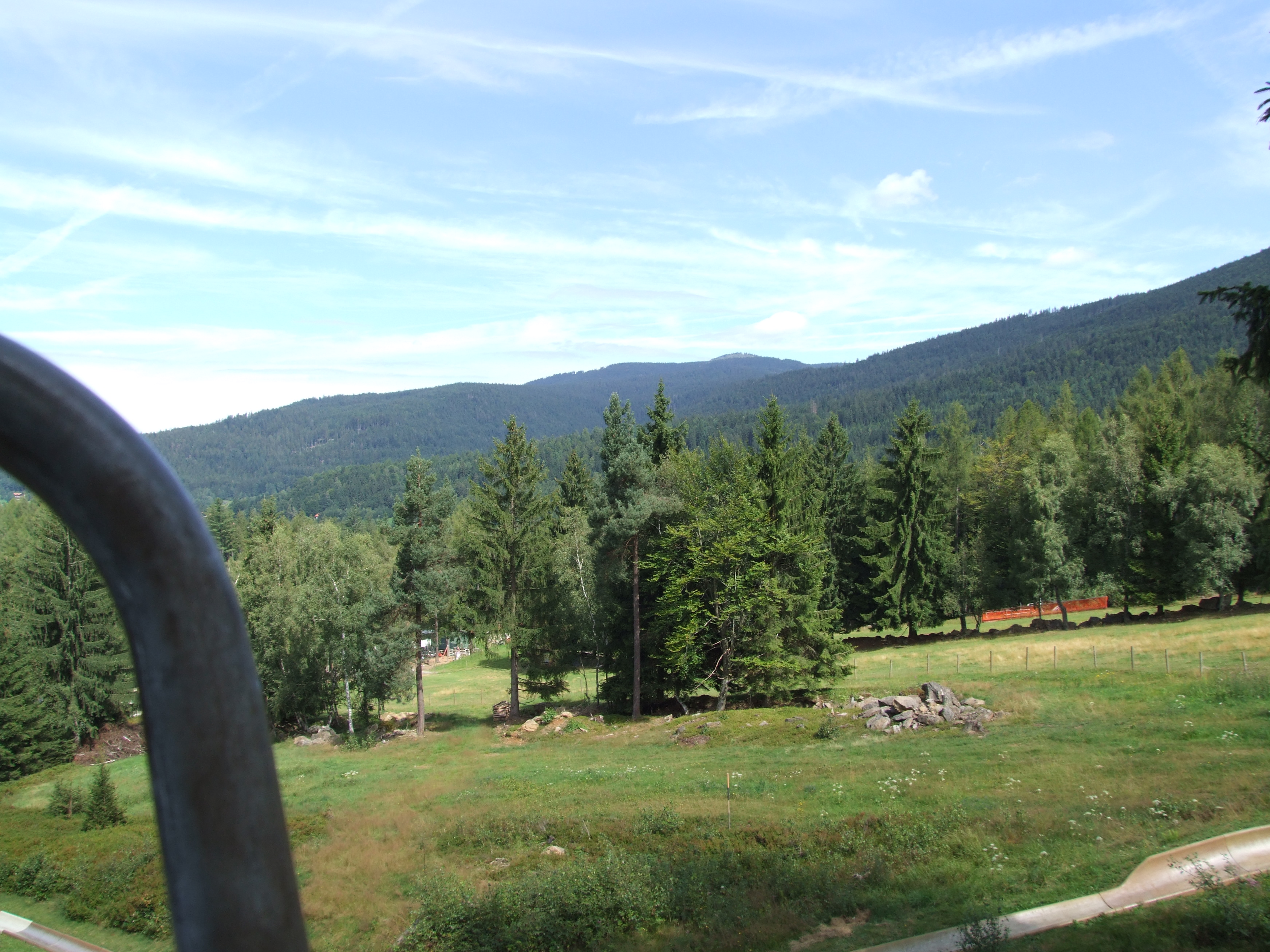
Blick von der Seilbahn auf den Ski-Abfahrtbereich im Sommer
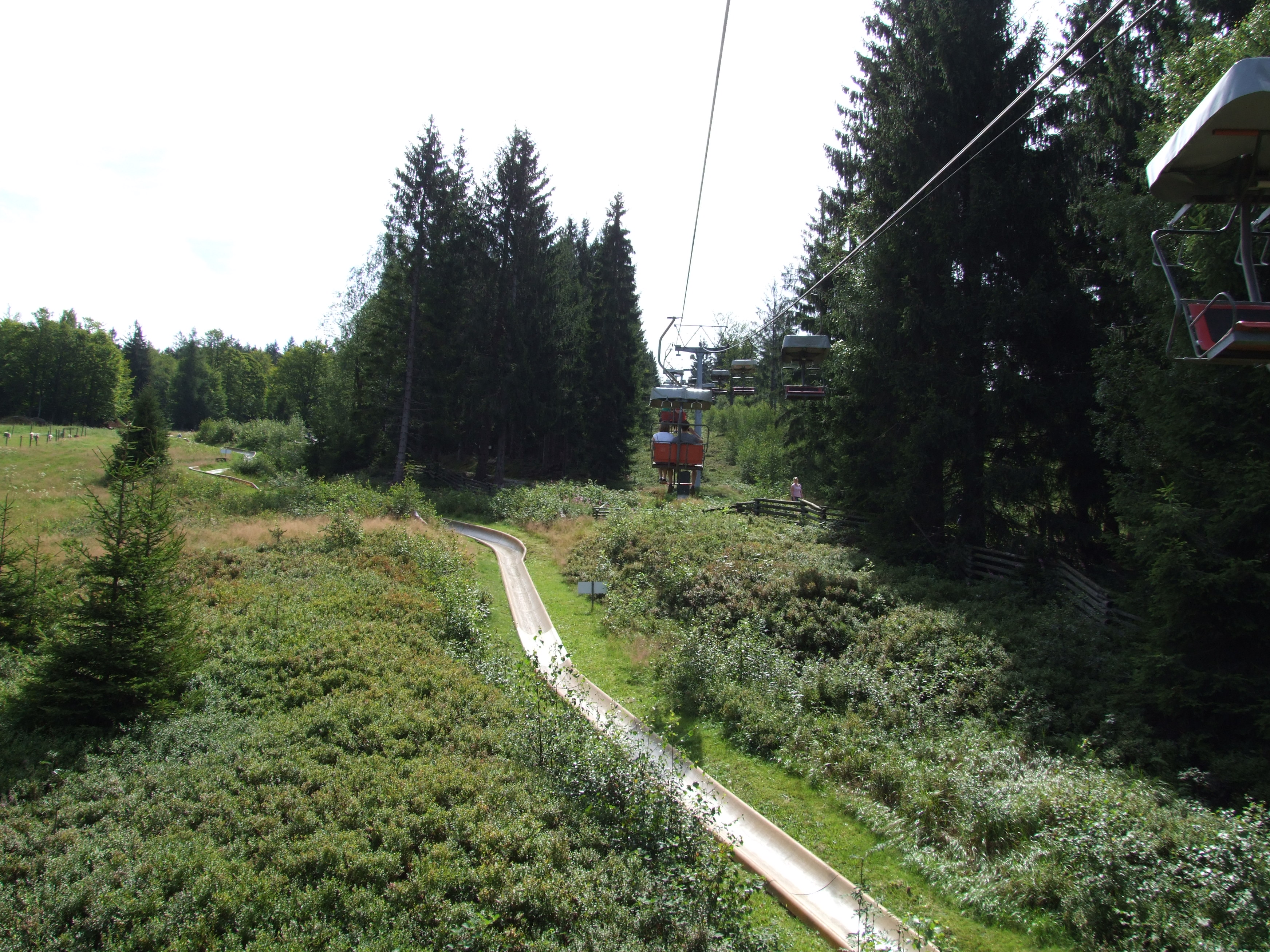
Blick auf die Sommerrodelbahn
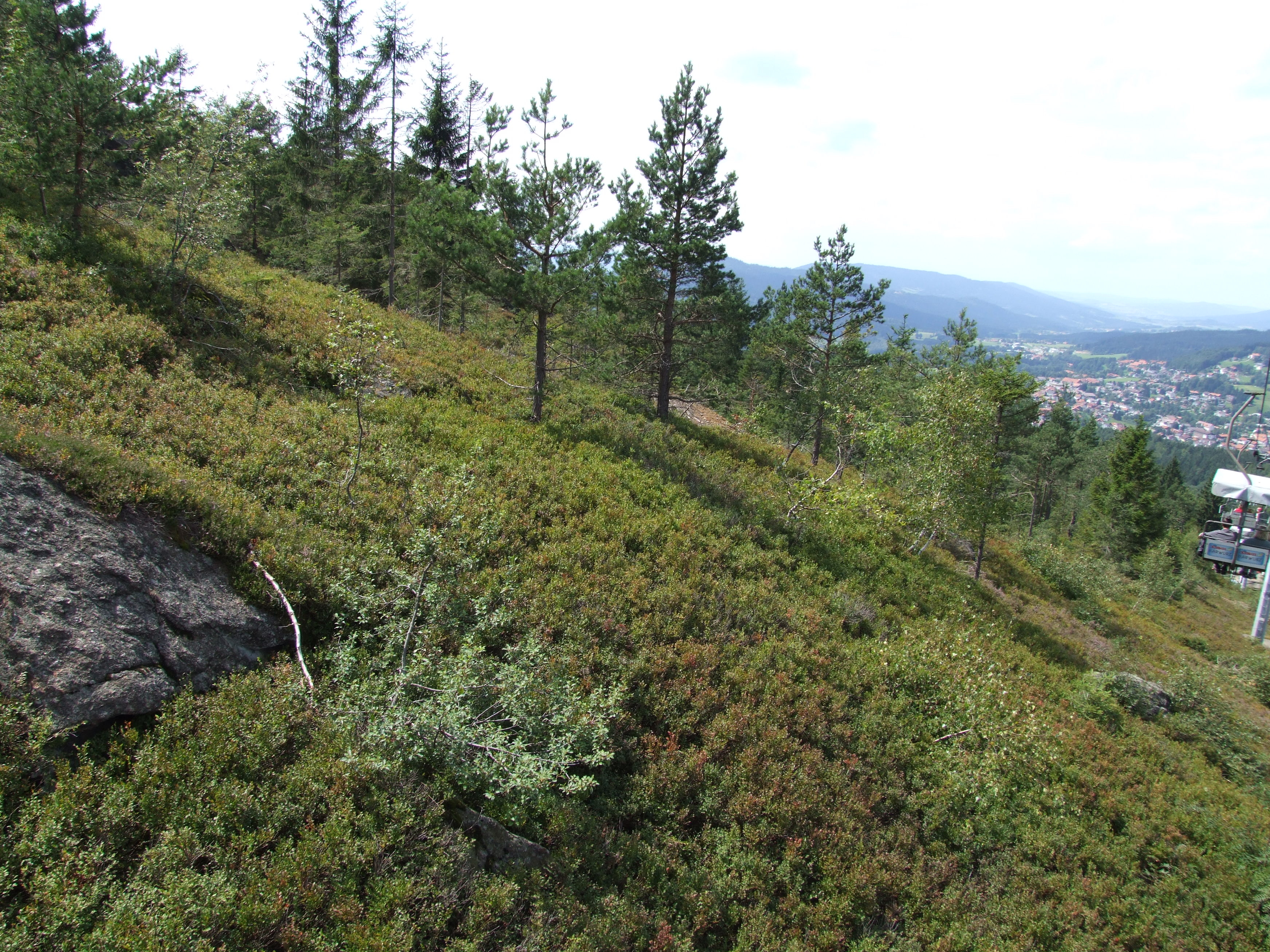
Blick von der Seilbahn auf den kaum bewaldeten Hang

### Gipfelbereich des Silberbergs

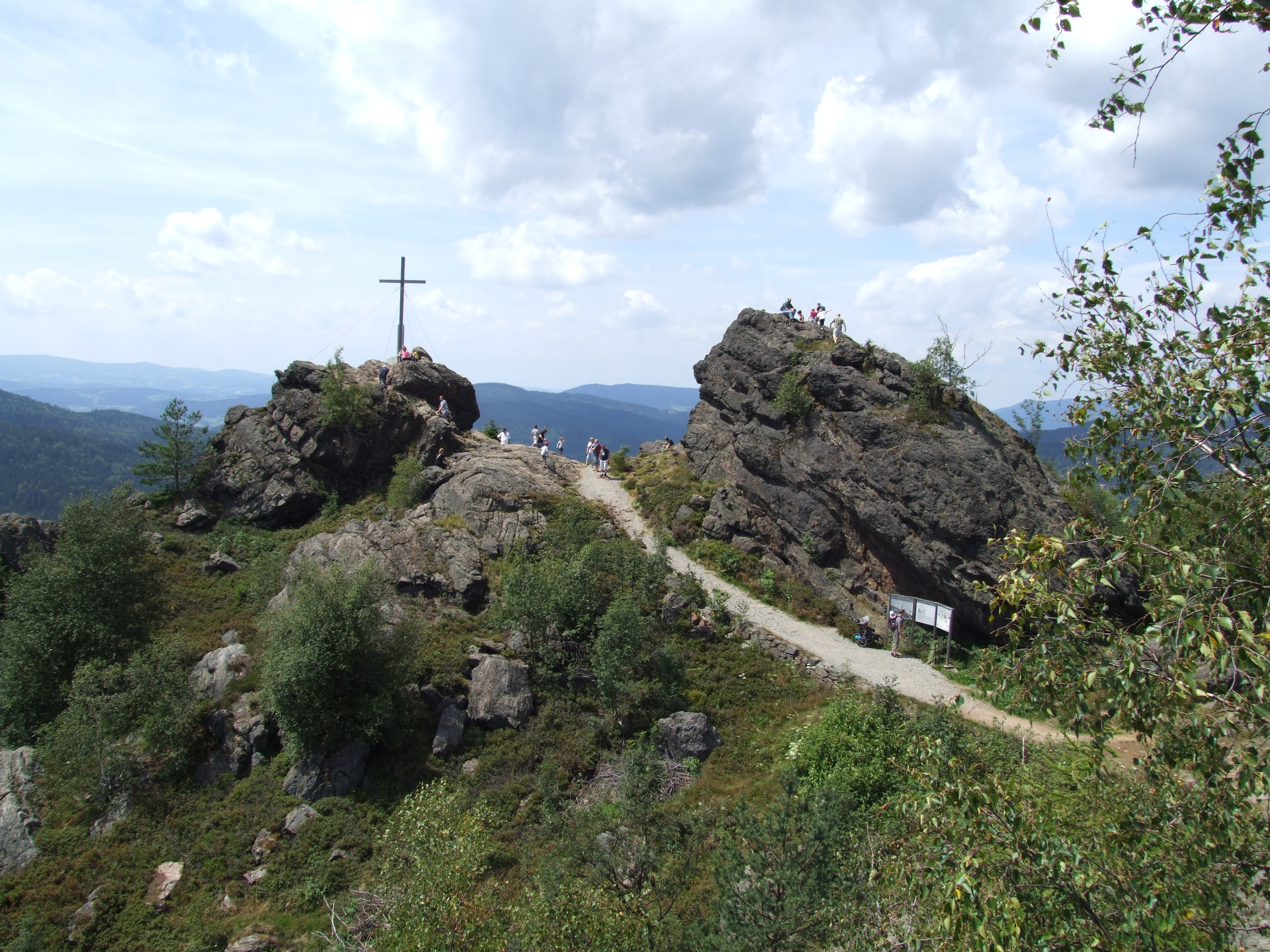
Doppelgipfel des Silberberg von Osten aus gesehen.
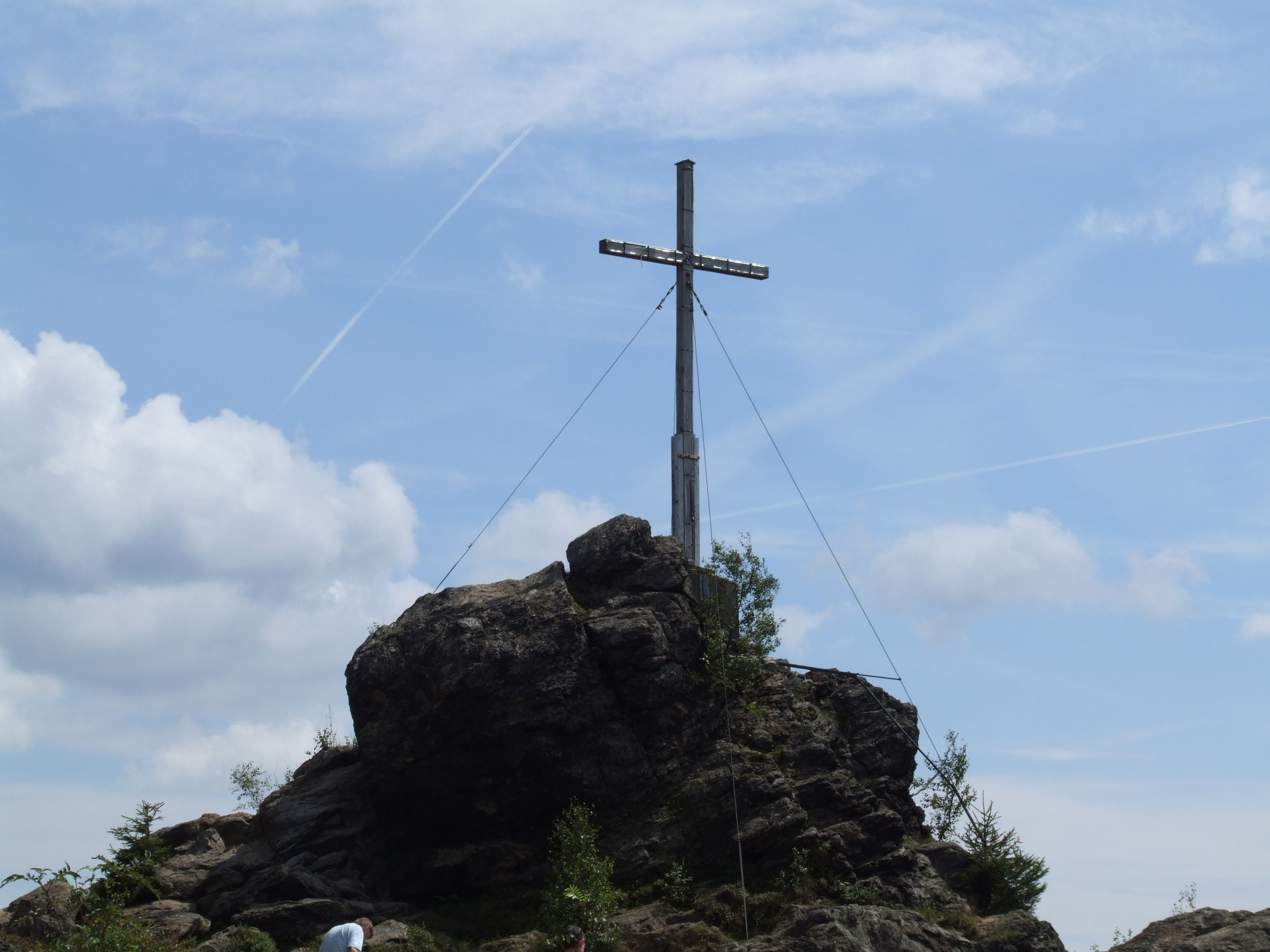
Gipfelkreuz
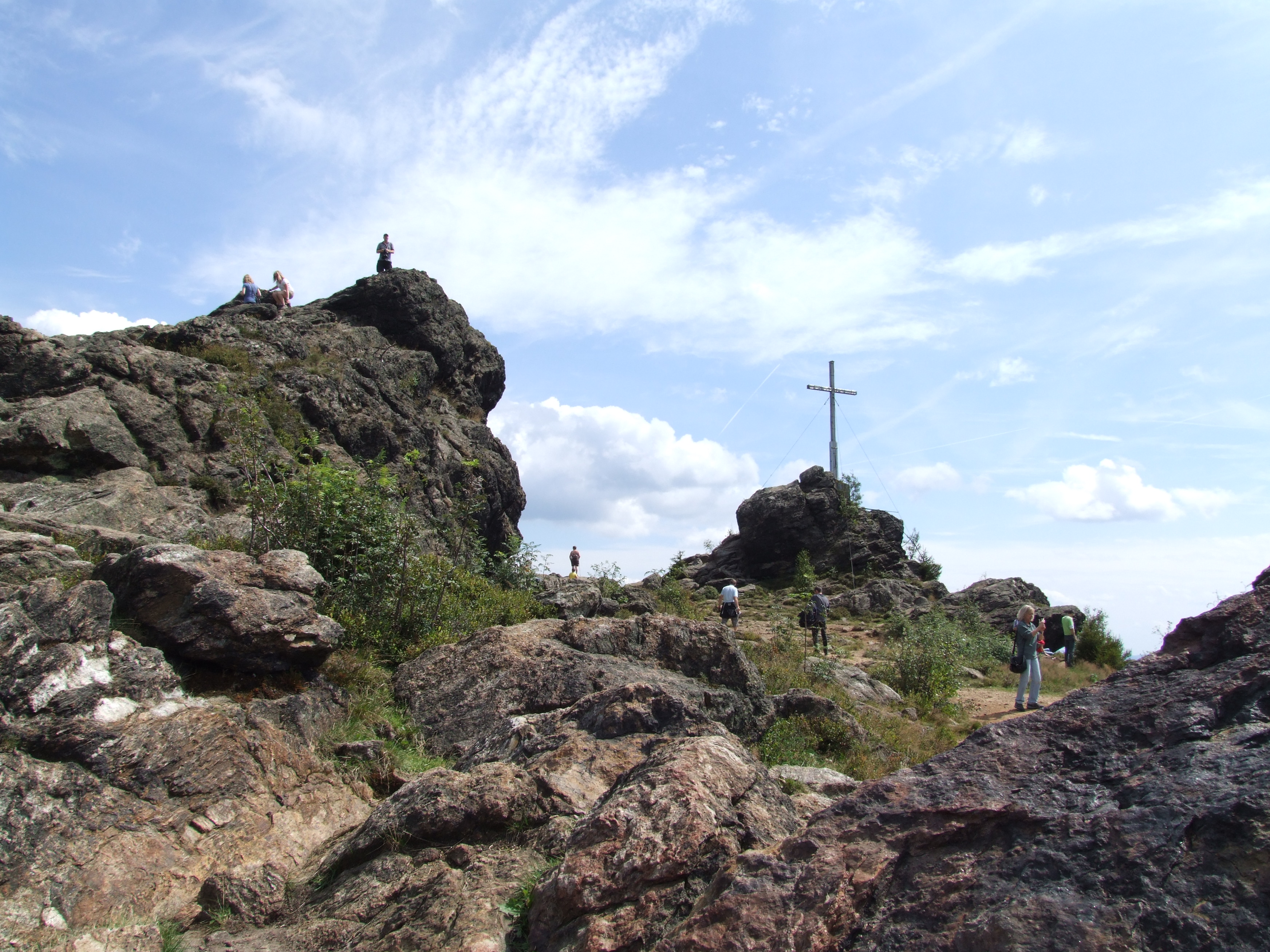
Der Doppelgipfel des Silberbergs aus westl. Richtung
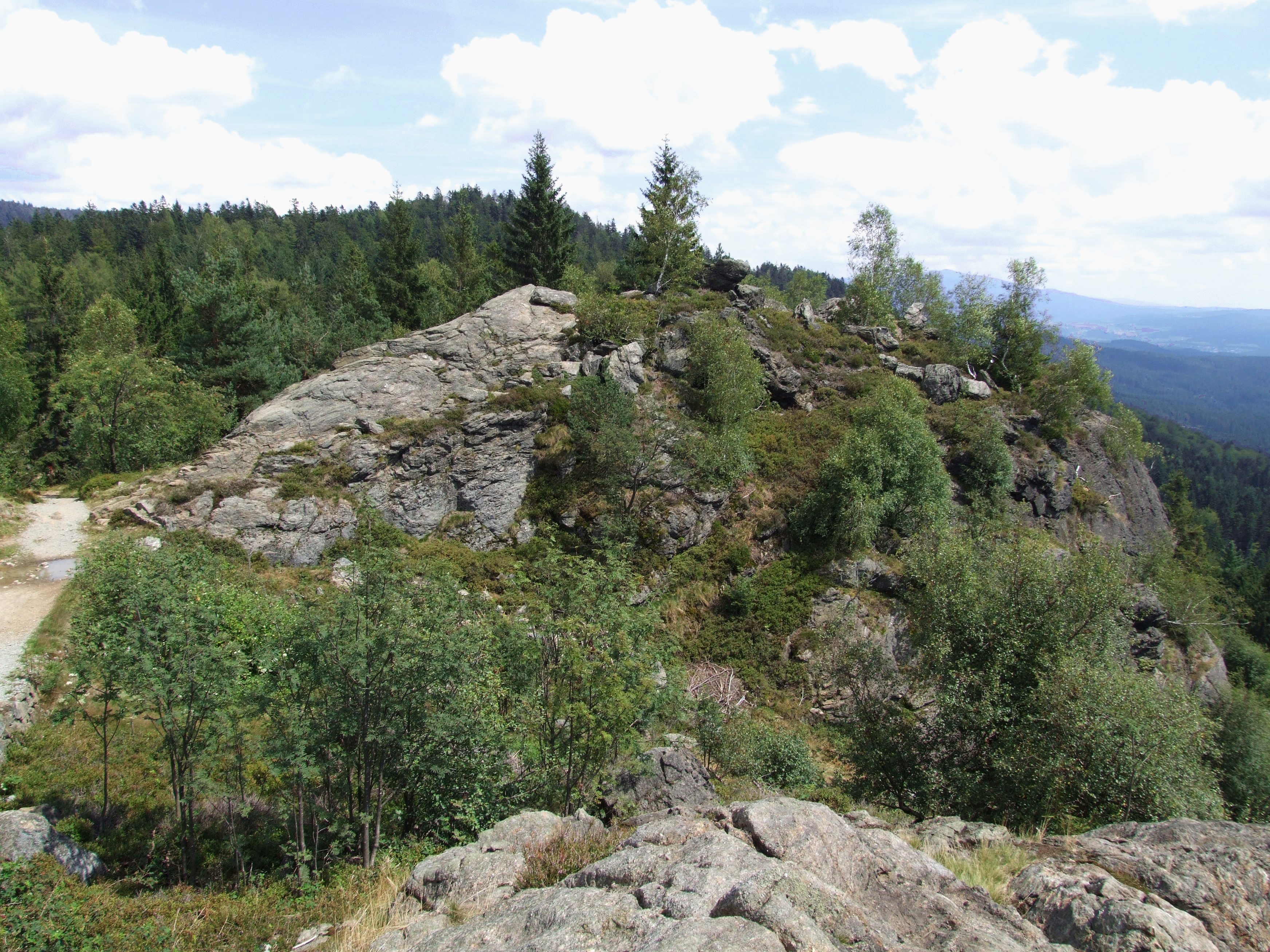
Der östliche Teil des Gipfelmassivs
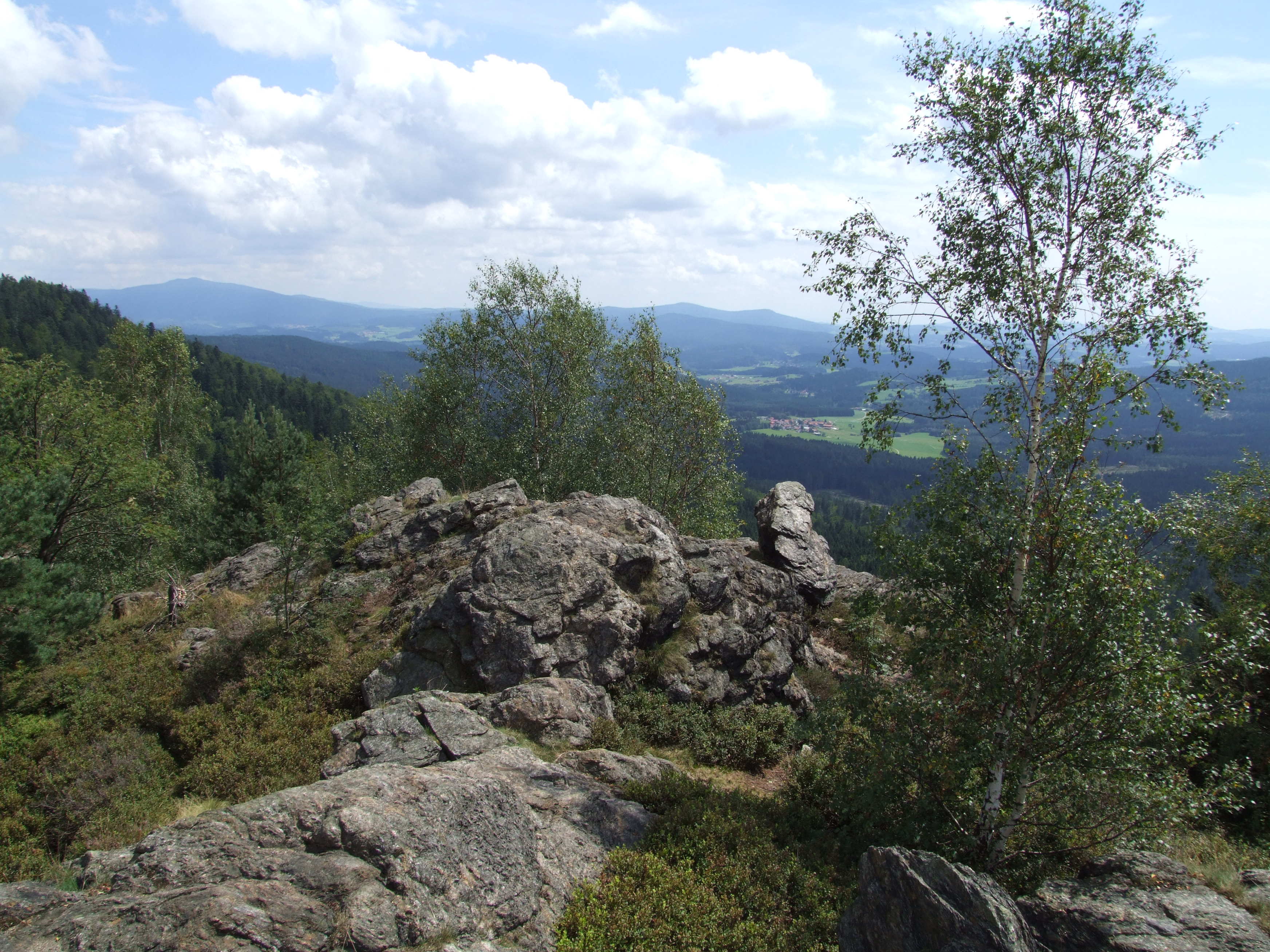
Blick vom Silberberg nach Südosten
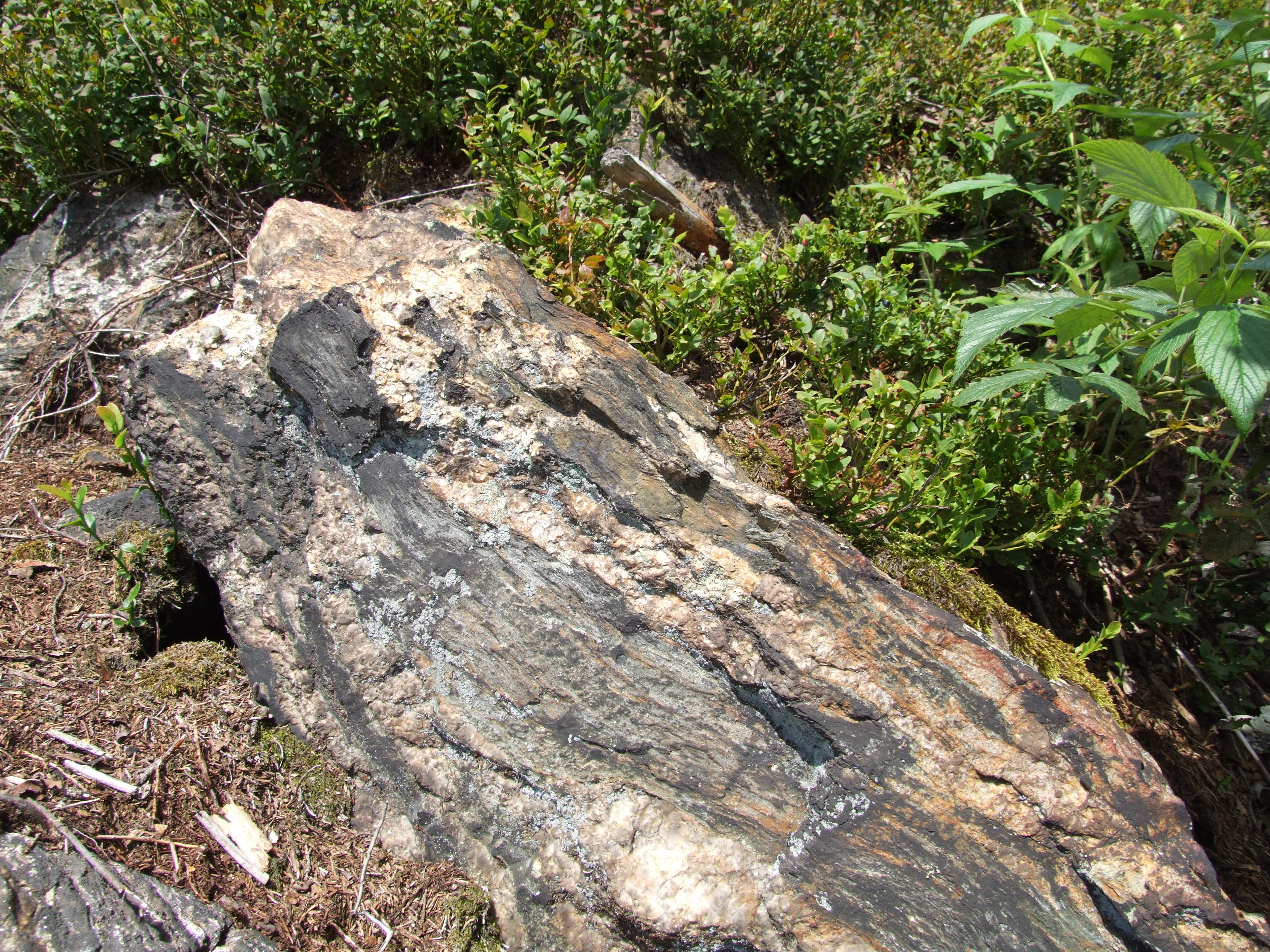
Mineralienreicher Felsbrocken am steilen Südhang

### Erze und Mineralien vom Silberberg
Einige der 60 Mineralien des Silberbergs, ausgestellt im Museumsraum des Besucherbergwerks

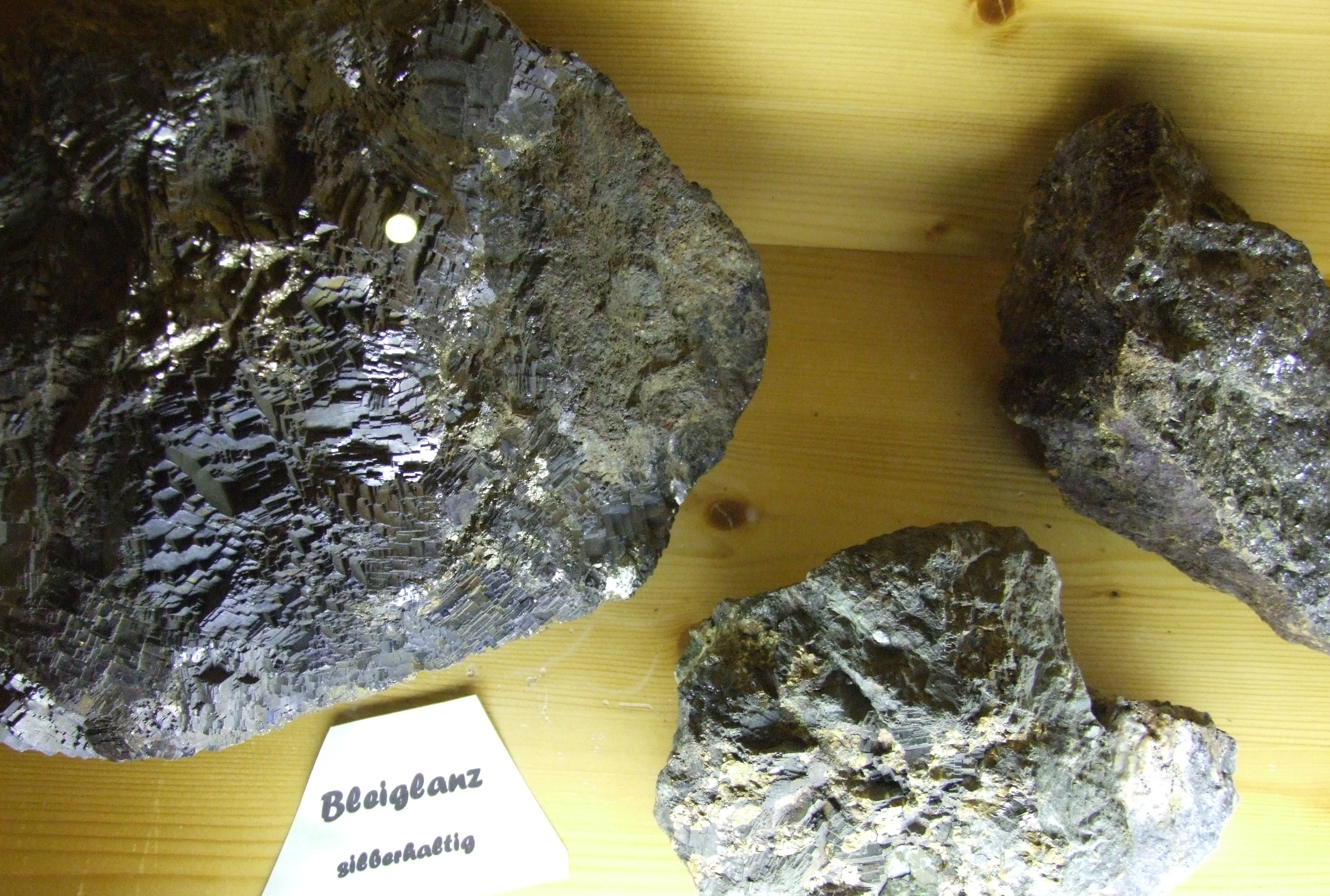
silberhaltiger Bleiglanz
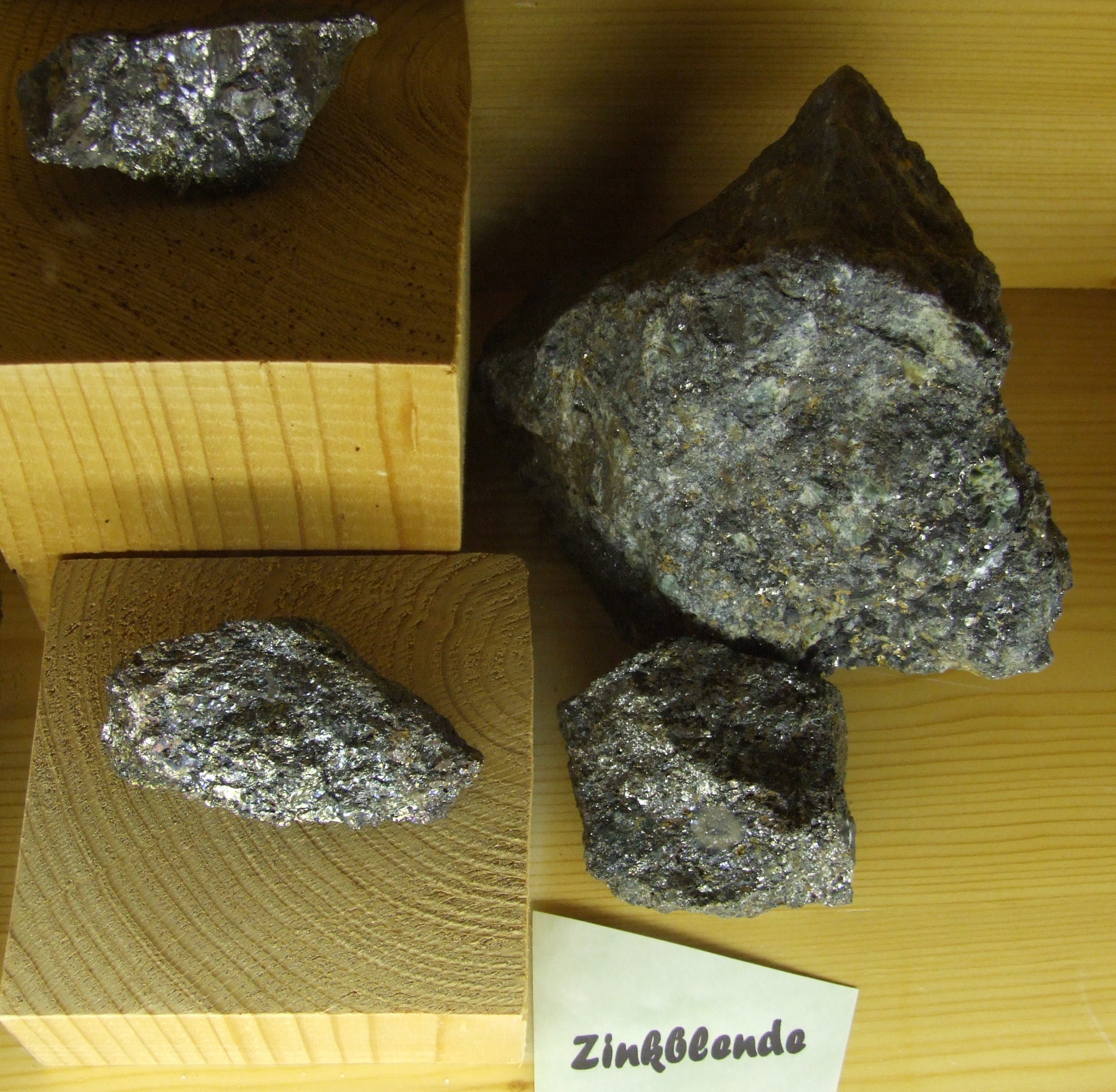
Zinkblende
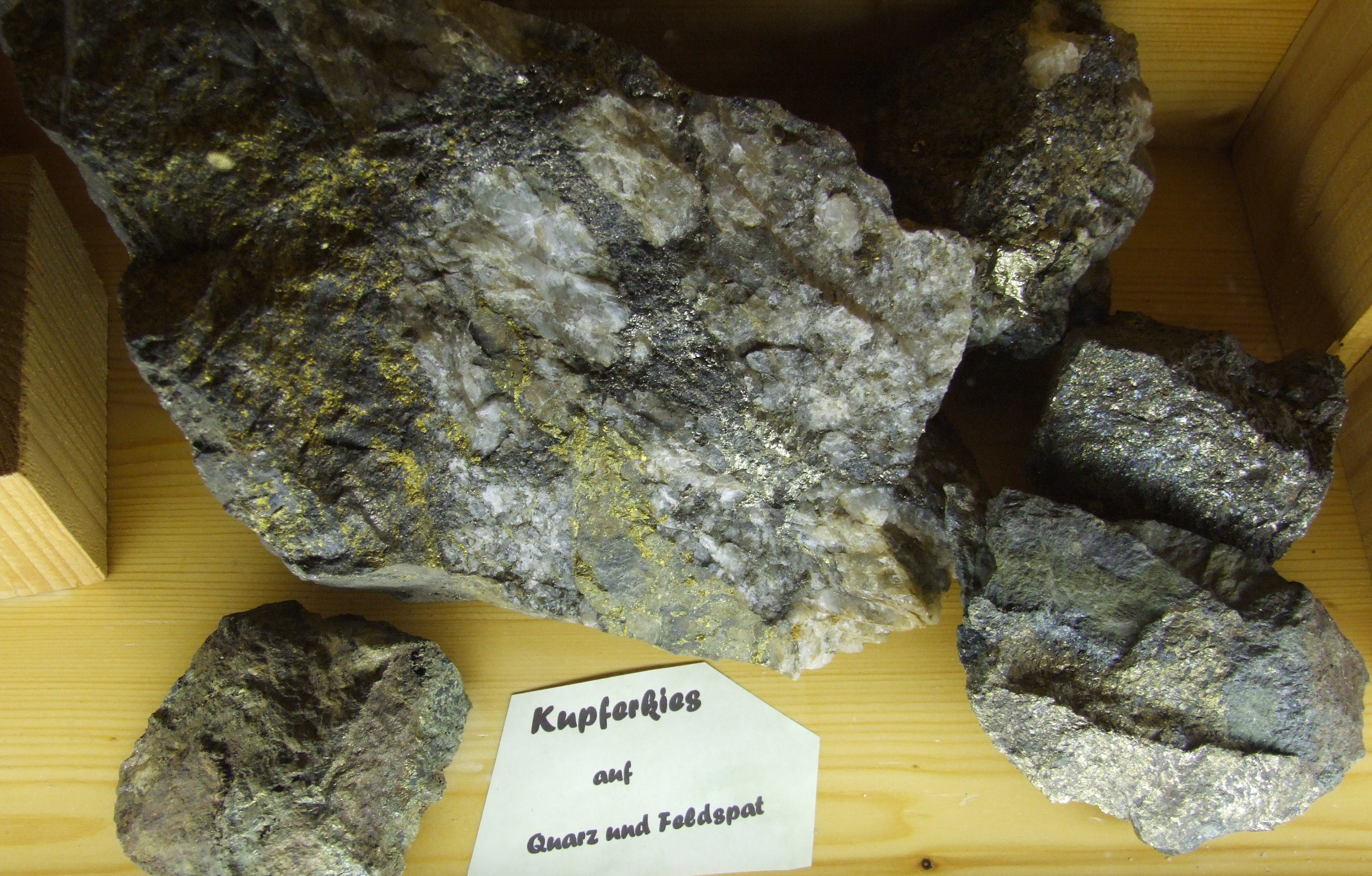
Kupferkies auf Quarz und Feldspat
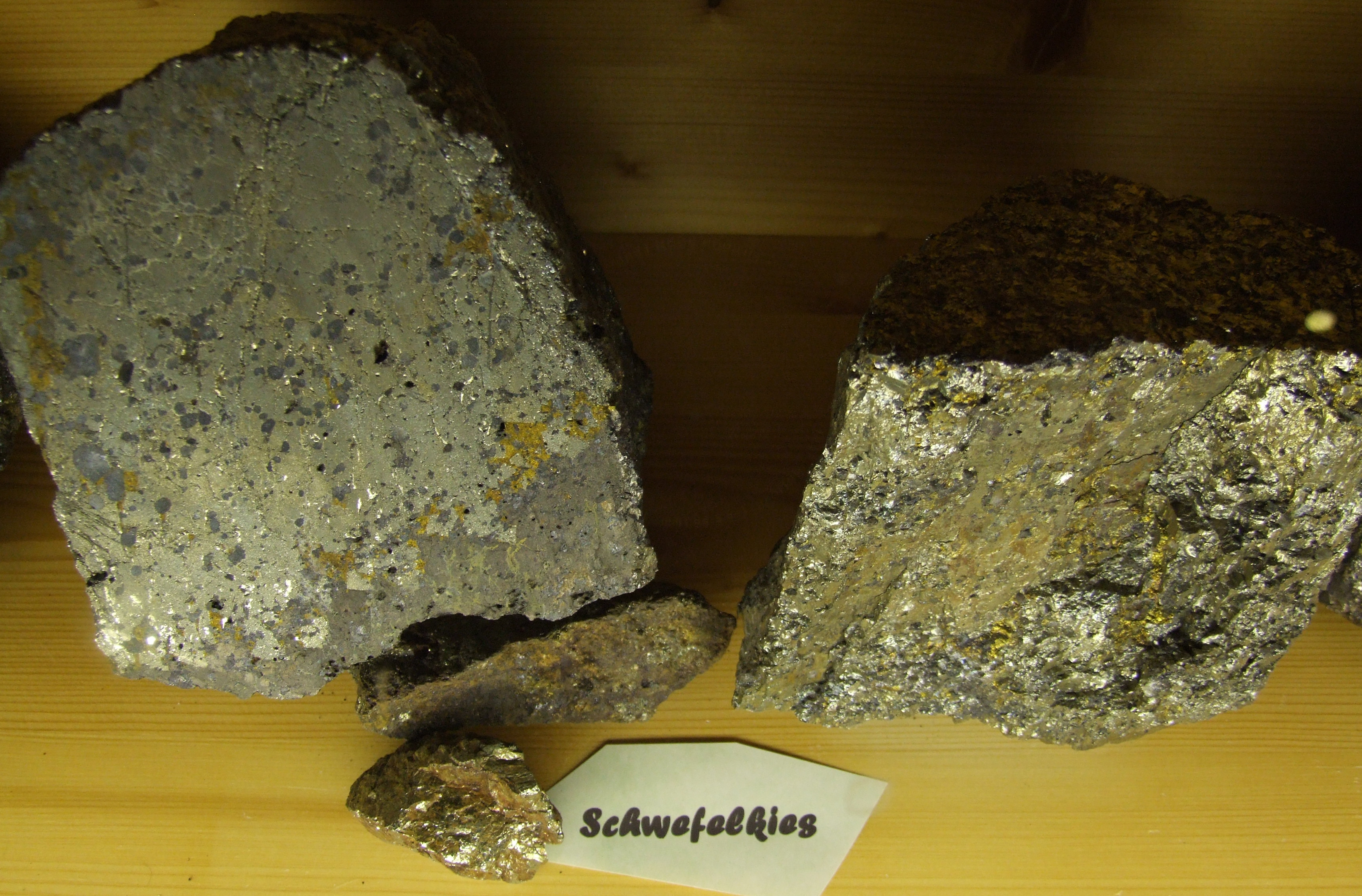
Schwefelkies
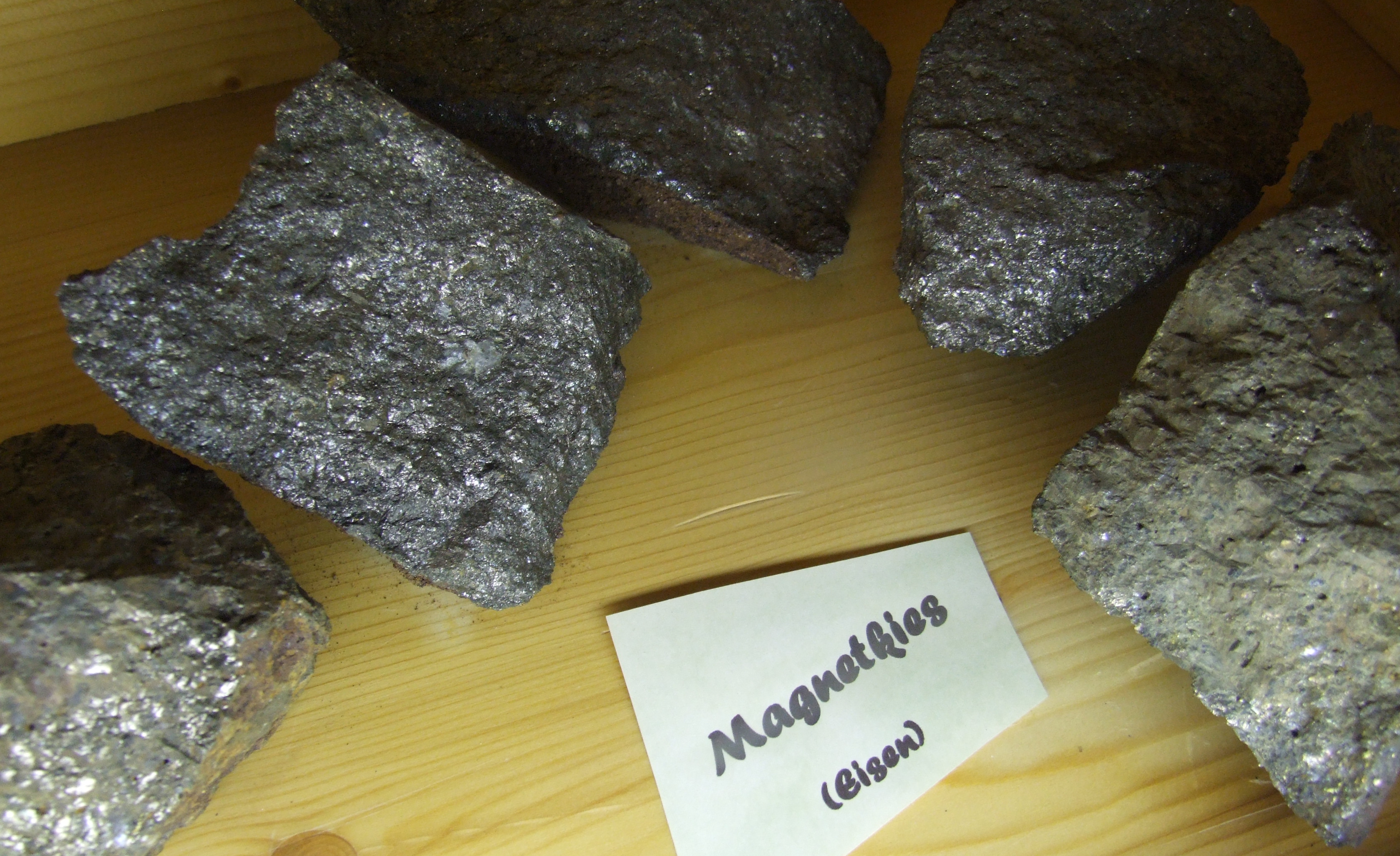
Magnetkies (Eisen)
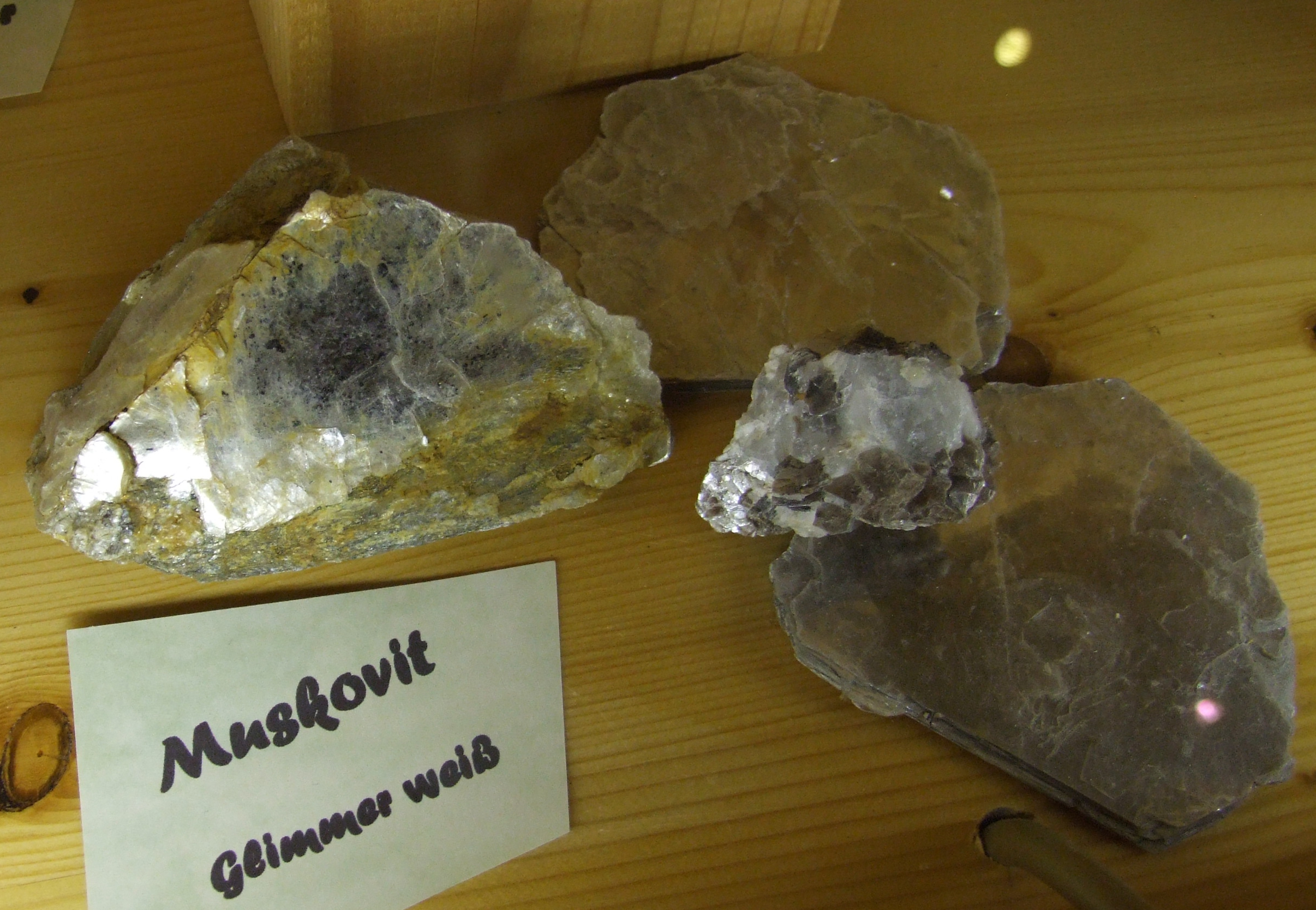
Muskovit
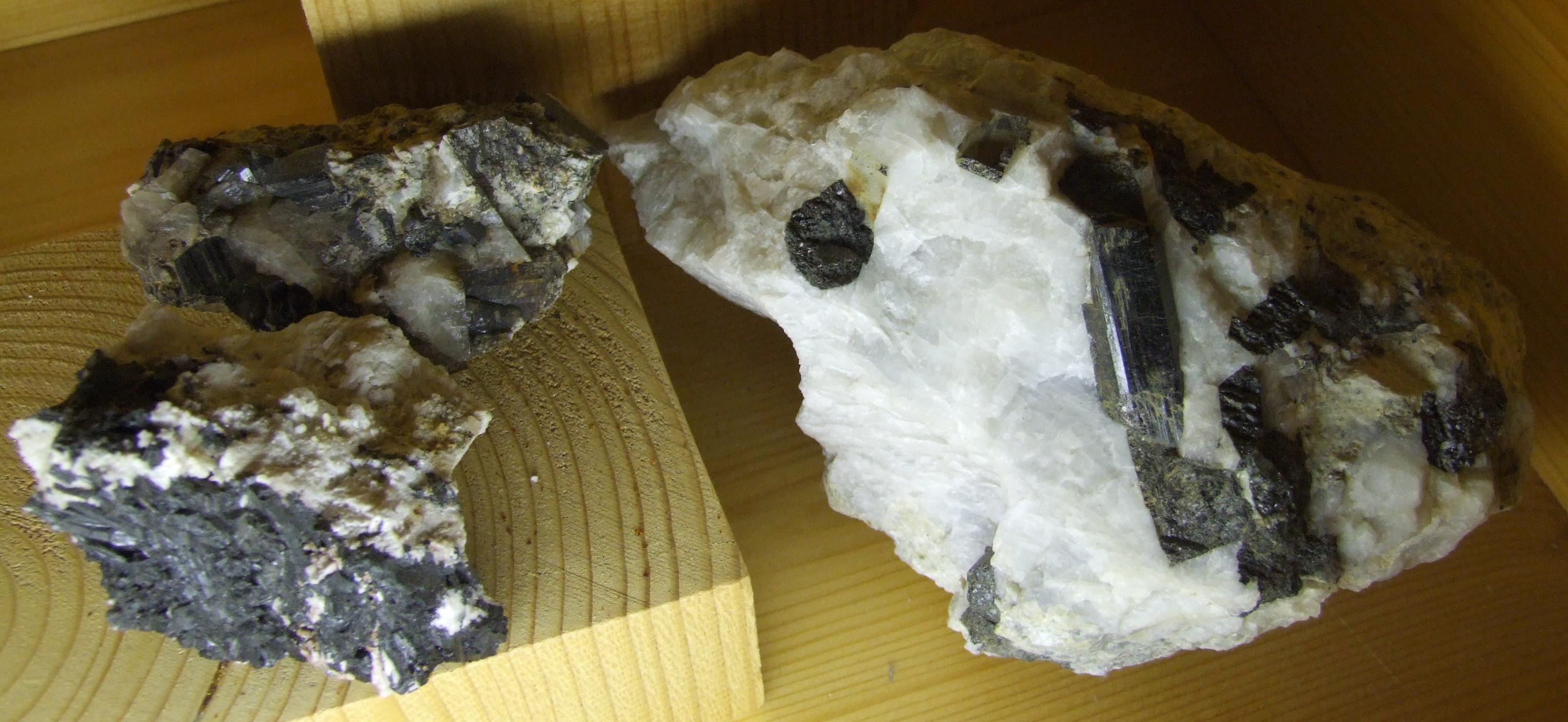
Turmalin
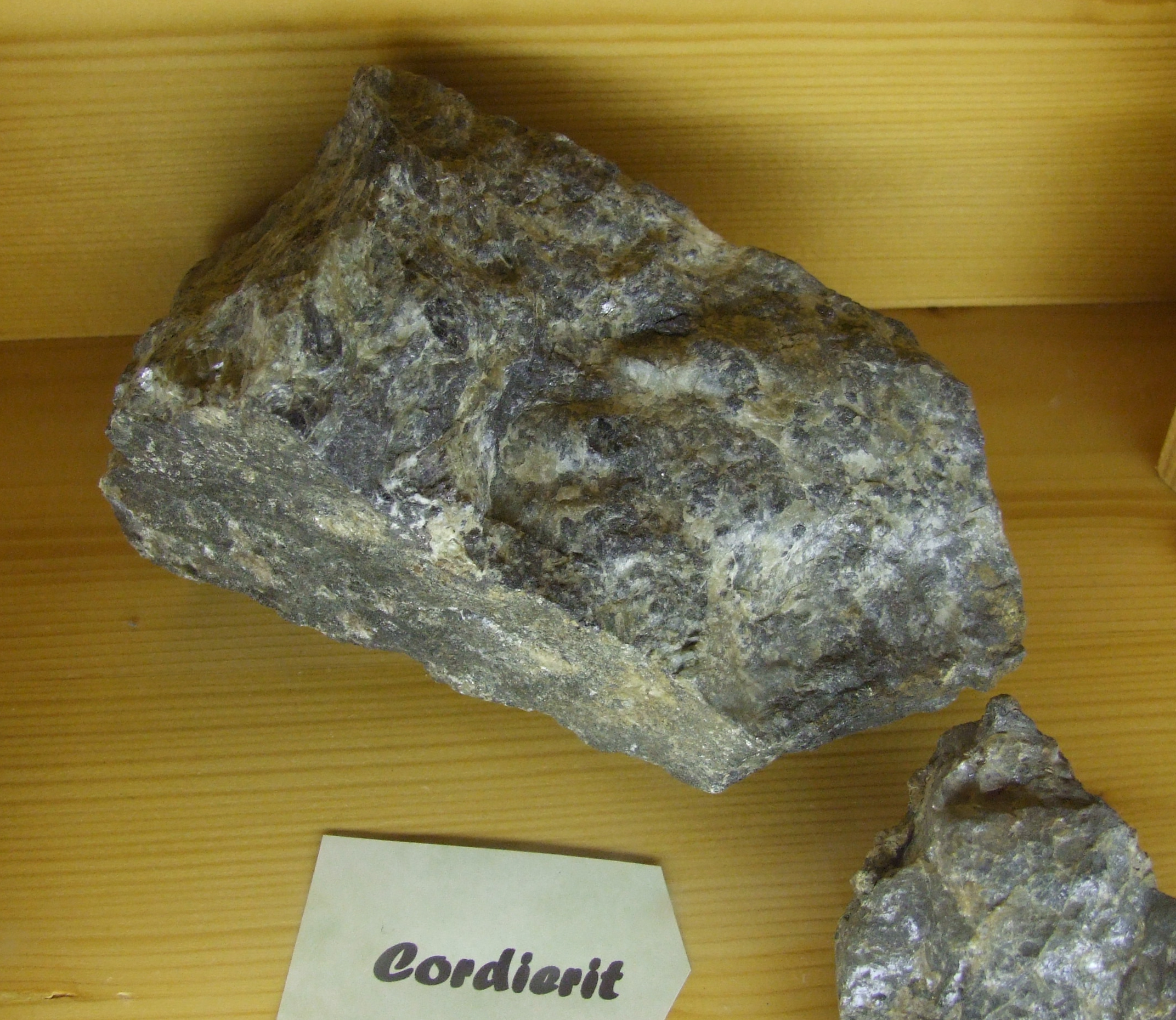
Cordierit
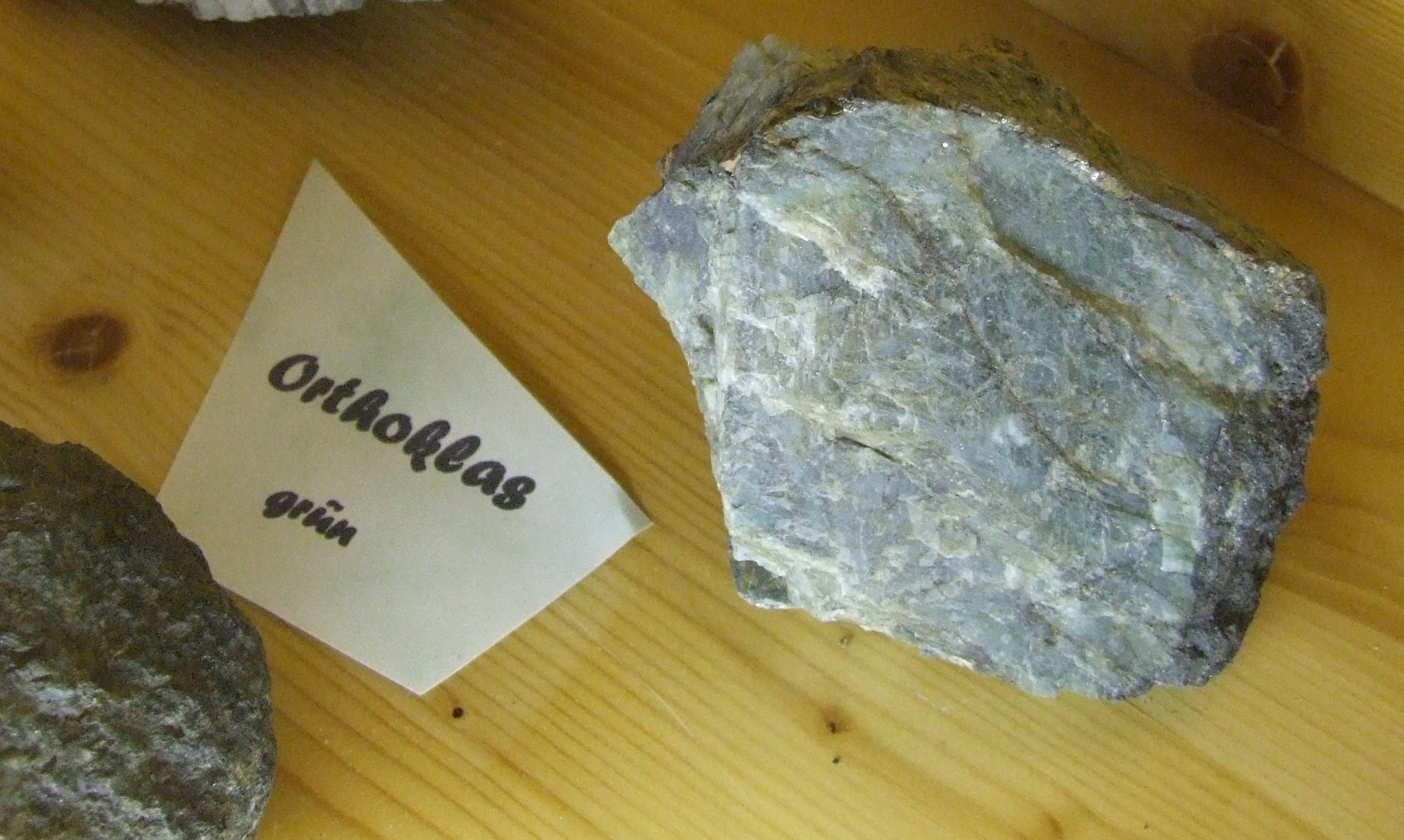
Grüner Orthoklas
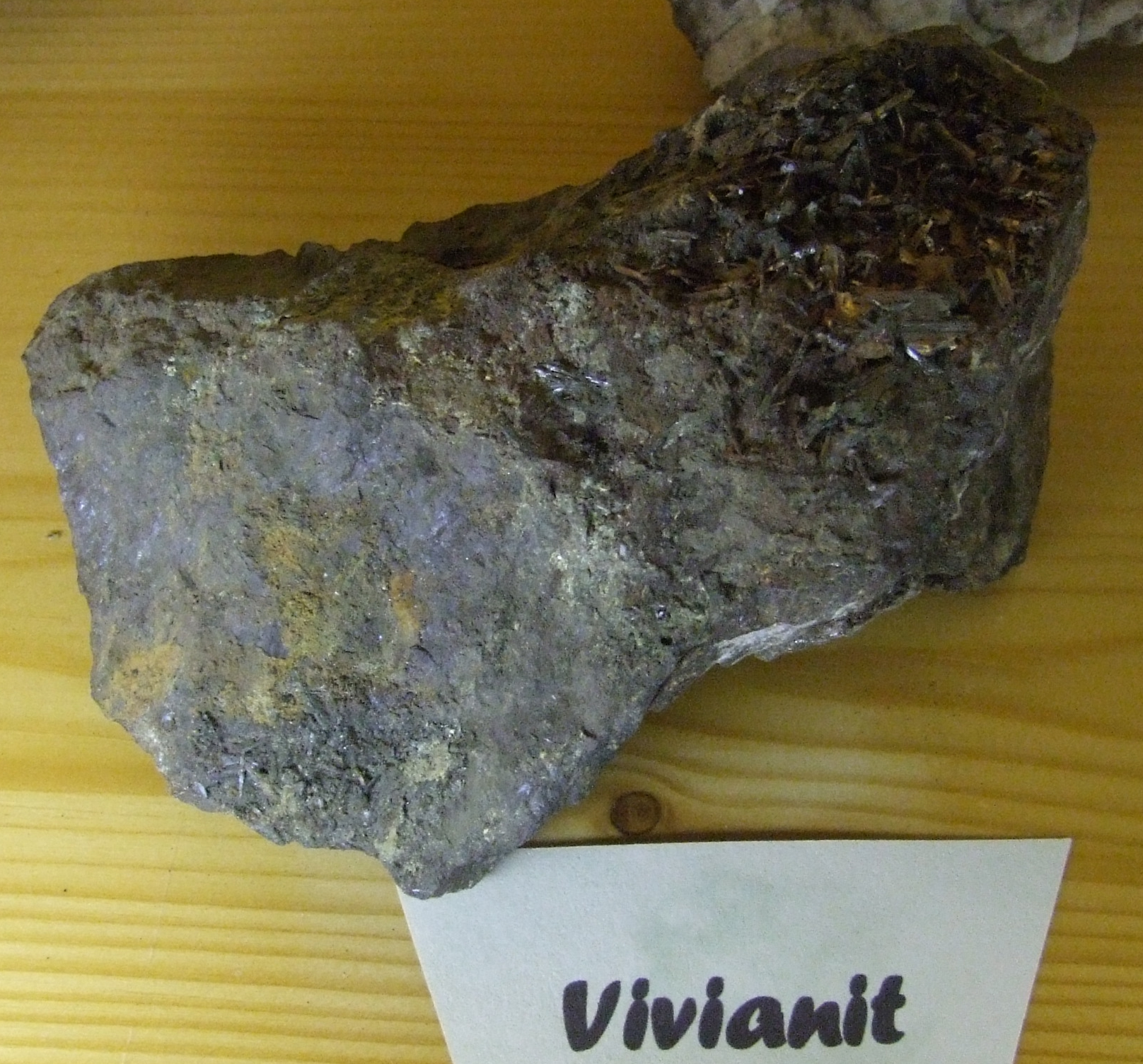
Vivianit
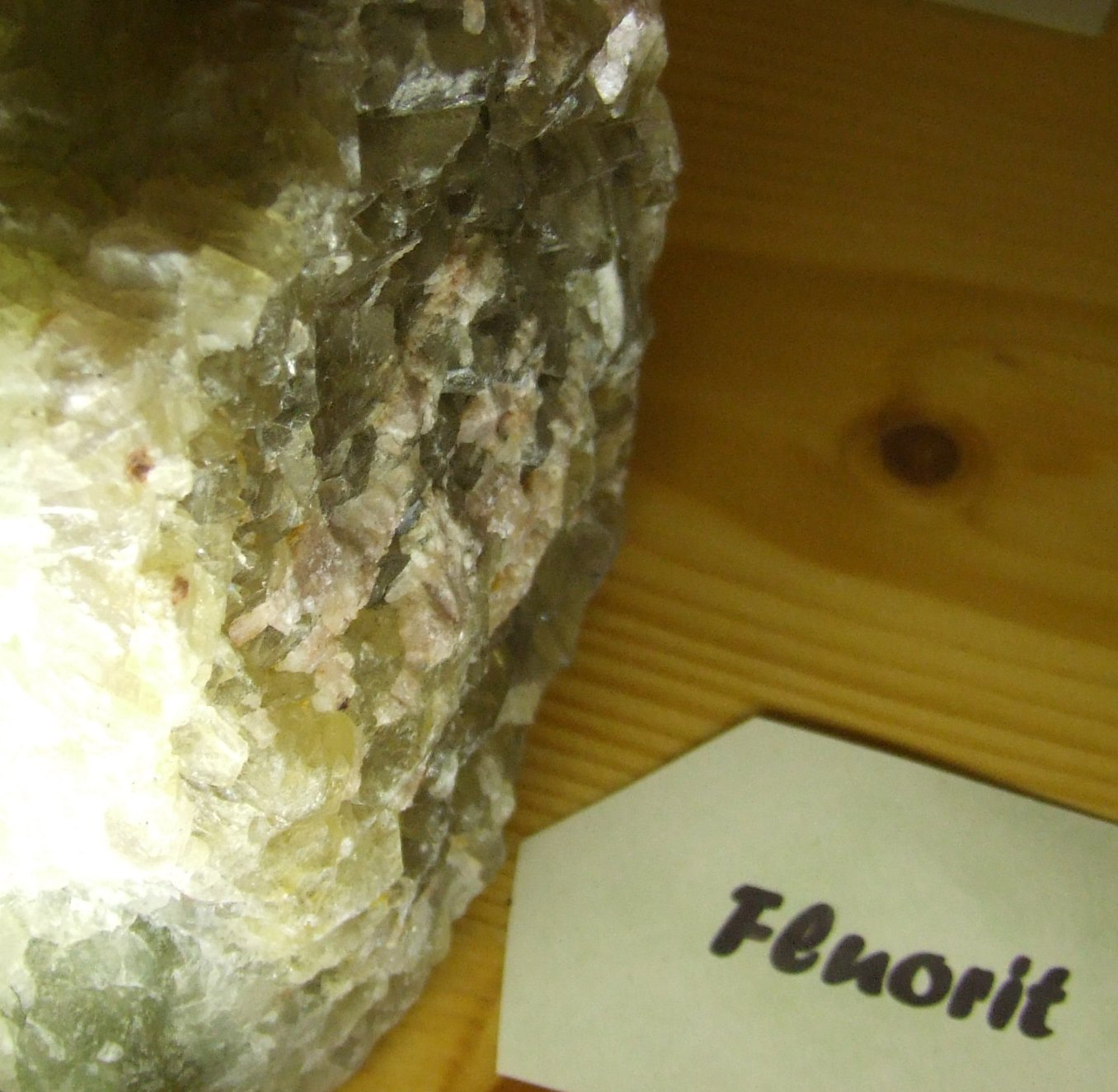
Fluorit
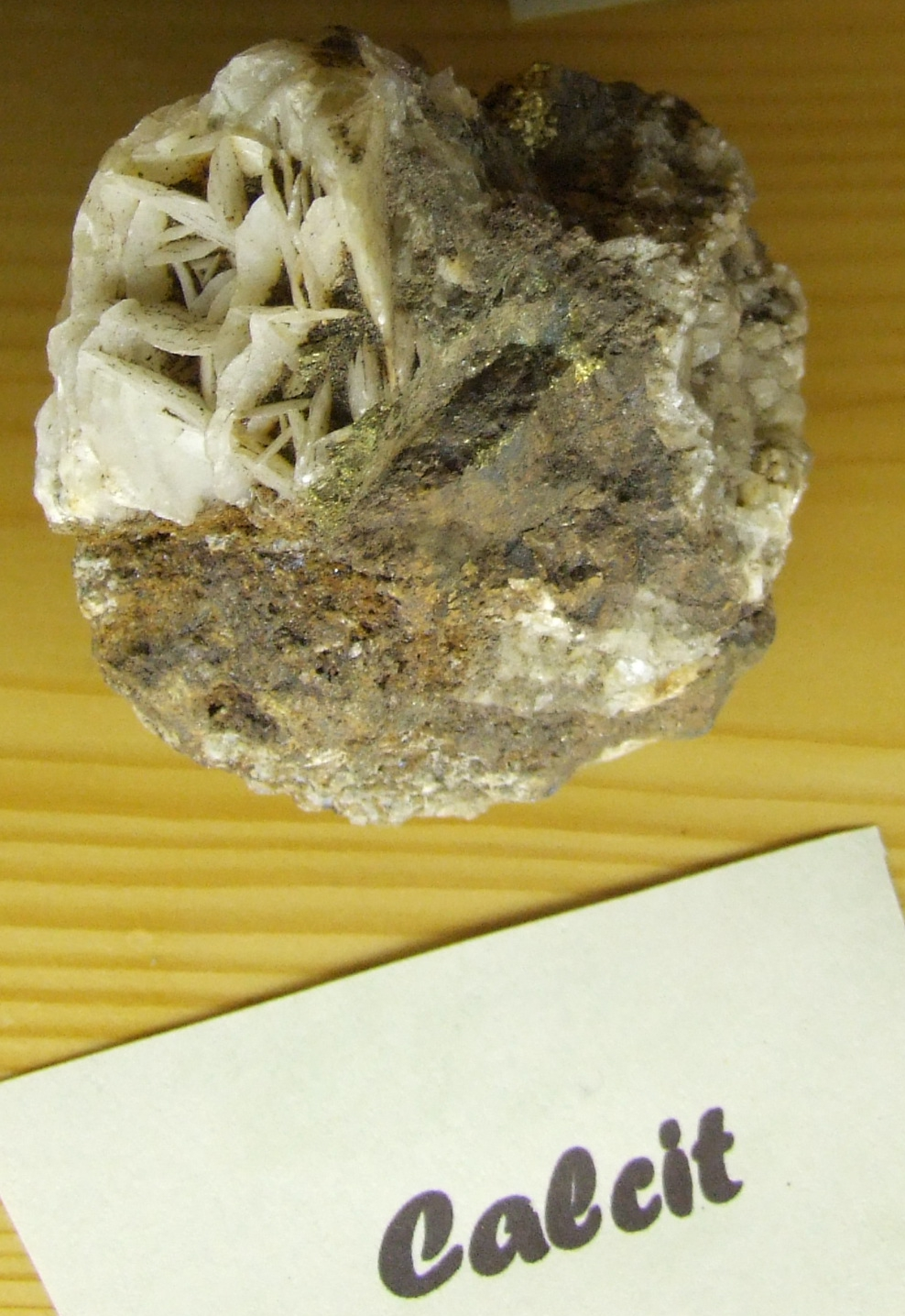
Calcit